# Macropygia emiliana
Rola-cuco-das-sundas, rola-cuco-ruiva ou pombo-cuco-corado (Macropygia emiliana) é uma espécie de ave da família Columbidae.
Pode ser encontrada nos seguintes países: Brunei, Indonésia e Malásia.